# Скрипник Лариса Григорівна
Лари́са Григо́рівна Скри́пник (21 квітня 1921, Єгорівка  нині Новоукраїнський район — 13 серпня 2004, Київ) — український мовознавець, 1974 — доктор філологічних наук, 1981 — професор.

## Життєпис
1938 року вступила до Київського державного університету ім. Т. Г. Шевченка, навчання перервала війна, в жовтні 1942-го добровільно пішла до лав Червоної армії.
1947 року закінчила Київський університет. В 1947—1949 роках викладала українську мову в Сумському педагогічному інституті, з 1949 працює в Інституті мовознавства АН України. 1952 року закінчила аспірантуру в Інституті мовознавства.
1953 року захистила кандидатську дисертацію: «Лексика і фразеологія української радянської художньо-історичної прози».
В 1977—1983 роках — завідувала кафедрою галузевого бібліографознавства в Київському інституті культури. З 1984 року була провідним науковим співробітником-консультантом Інституту мовознавства, з 1991 року — Інституту української мови НАН України.
Царина її наукових зацікавлень: українська лексикографія і лексикологія, лінгвостилістика, ономастика, фразеологія.
Написала монографії:
- 1958 — «Особливості мови і стилю української радянської художньо-історичної прози»,
- 1973 — «Фразеологія української мови» (докторська дисертація).

Є співавторкою та однією з редакторів:
- «Українсько-російського словника» в 6 томах — 1953—1963,
- однотомного «Українсько-російського словника» — 1964,
- «Словника мови Шевченка», 2 томи −1964,
- «Словника української мови» в 11 томах — 1970-80, за це нагороджена Державною премією СРСР 1983 року,
- словника-довідника «Власні імена людей» — 1986, 1996.

## У мережі
- Сторніка Л. Г. Скрипник на сайті Інституту мовознавства ім. О. О. Потебні НАН України [Архівовано 29 листопада 2014 у Wayback Machine.]

1. 1 2 3 4 5  Чеська національна авторитетна база даних